# 泰耶·安德森
泰耶·安德森（挪威語：Terje Andersen，1952年3月4日—），挪威男子速度滑冰运动员。他曾代表挪威参加1976年和1980年冬季奥林匹克运动会速度滑冰比赛，获得一枚铜牌。